# Anna van der Vegt
Anna van der Vegt (La Haya, Países Bajos, 4 de diciembre de 1903-Rijswijk, Países Bajos, 13 de abril de 1983) fue una gimnasta artística neerlandesa, campeona olímpica en Ámsterdam 1928 en el concurso por equipos.

## Carrera deportiva
En las Olimpiadas celebradas en Ámsterdam en 1928 gana medalla de oro en el concurso por equipos, por delante de las italianas y las británicas, siendo sus compañeras de equipo las gimnastas: Estella Agsteribbe, Jacomina van den Berg, Petronella Burgerhof, Elka de Levie, Helena Nordheim, Ans Polak, Petronella van Randwijk, Hendrika van Rumt, Jud Simons, Alida van den Bos y Jacoba Stelma.